# Polanka (stacja metra)
Polanka (ros. Полянка) – stacja moskiewskiego metra linii Sierpuchowsko-Timiriaziewskiej (kod 141). Wyjścia prowadzą na ulice Bolszaja Polanka, Staromonietnyj Pierieułok, Małaja Polanka i Brodnikow Pierieułok.

## Konstrukcja i wystrój
Jednopoziomowa, trzynawowa, głęboka stacja kolumnowa z jednym peronem. Ściany nad torami pokryto białym marmurem, a podłogi szarym granitem. Anodowane, aluminiowe panele nadają stacji surowy wygląd. Oświetlenie ukryto pod sufitem za gzymsami. Na końcu środkowej nawy znajduje się ceramiczna rzeźba przedstawiająca młodą rodzinę. Układ elementów stacji nadaje jej wygląd świątyni.